# Stefan Weinfeld
Stefan Weinfeld (ur. 7 listopada 1920 w Limanowej, zm. 20 listopada 1990 w Warszawie) – polski pisarz, publicysta i scenarzysta komiksowy, tworzący zarówno literaturę piękną jak i książki popularnonaukowe i fantastykę naukową.

## Życiorys
Z wykształcenia inżynier radiotechnik, pracował w administracji poczty i telekomunikacji, a później w Instytucie Łączności.
W latach 60. i 70. XX wieku współpracował z wieloma redakcjami pisząc głównie artykuły o tematyce technicznej dla dzieci i młodzieży. Przez wiele lat był stałym felietonistą Kuriera Polskiego. Kilkakrotnie wyróżniony nagrodą im. Bruno Winawera. Od 1985 członek Związku Literatów Polskich.

## Utwory fantastyczno-naukowe
- Janczarzy kosmosu (KAW 1980[1]; jego pierwsza powieść)
- Szaleniec (1959; debiut; w Młody Technik numer 7/1959)
- Zagłada bazy nr 41 (1959; w Młody Technik numer 12/1959)
- Władcy czasu (KAW 1979; opowiadania: Władcy czasu, Pojedynek, Szaleniec, Zwrotnica czasu, Kaczkonauci, Skrzydełko Hermesa, Zdarzenie w Krahwinkel, Ziemia jego przodków, Łyżka, Tam, gdzie słońce zachodzi seledynowo, Maszyna snów)
- Zamieszkała planeta (KAW 1982)

## Komiksy
- Prosto w paszczę smoka - O Bronisławie Grąbczewskim - (rys. Marek Szyszko, album komiksowy, seria "Polscy podróżnicy", Sport i Turystyka, 1987)
- Po australijskie złoto - O Sygurdzie Wiśniowskim (rys. Marek Szyszko, album komiksowy, seria "Polscy podróżnicy", Sport i Turystyka, 1987)
- W poszukiwaniu prawdziwej Ameryki - O Henryku Sienkiewiczu (rys. Marek Szyszko, album komiksowy, seria "Polscy podróżnicy", Sport i Turystyka, 1988)
- Gdzie ziemia drży - O Ignacym Domeyce (rys. Jerzy Wróblewski, album komiksowy, seria "Polscy podróżnicy", Sport i Turystyka, 1988)
- Sam na afrykańskim pustkowiu - O Antonim Rehmanie (rys. Jerzy Wróblewski, album komiksowy, seria "Polscy podróżnicy", Sport i Turystyka, 1988)
- Opowieści nie z tej ziemi (rys. Witold Parzydło, album komiksowy,  w odcinkach, "Relax" nr 12-17, KAW)
- Czarna róża (rys. Jerzy Wróblewski, album komiksowy, Krajowa Agencja Wydawnicza, 1988)
- Dr Jekyll & mr Hyde (na podstawie R.L. Stevensona, rys. Marek Szyszko, album komiksowy, Krajowa Agencja Wydawnicza, 1982)
- Hernan Cortes i podbój Meksyku (rys. Jerzy Wróblewski, album komiksowy, Krajowa Agencja Wydawnicza, 1986 - wyd. I, 1989 - wyd. II)
- Figurki z Tilos (rys. Jerzy Wróblewski, album komiksowy, Krajowa Agencja Wydawnicza, 1987 - wyd. I, 1988 - wyd. II)
- Legendy Wyspy Labiryntu (rys. Jerzy Wróblewski, album komiksowy, Krajowa Agencja Wydawnicza, 1989)
- Wyspa skarbów (na podstawie R.L. Stevensona, rys. Marek Szyszko, album komiksowy, seria "Klasyka przygodowa", Sport i Turystyka, 1989)
- Podróże Gulliwera (na podstawie Jonathana Swifta, rys. Zdzisław Byczek, album komiksowy, seria "Klasyka przygodowa", Sport i Turystyka, 1990)
- W 80 dni dookoła świata (na podstawie Juliusza Verne'a, rys. Andrzej Chyży, album komiksowy, seria "Klasyka przygodowa", Sport i Turystyka, 1991)
- Wielkie wyprawy (rys. Zbigniew Kasprzak, album komiksowy - antologia, Krajowa Agencja Wydawnicza, 1990)
- Tam, gdzie słońce zachodzi seledynowo (rys. Waldemar Andrzejewski, krótka forma komiksowa w "Relax" nr 11 i antologii komiksowej "Fortuna Amelii", Krajowa Agencja Wydawnicza, 1986)
- Polacy na biegunie południowym (rys. Jerzy Wróblewski, krótka forma komiksowa w "Relax" nr 11 i antologii komiksowej "Fortuna Amelii", Krajowa Agencja Wydawnicza, 1986)
- Pojedynek (rys. Grzegorz Rosiński, krótka forma komiksowa w "Relax" nr 30 i francuskim czasopiśmie komiksowym "Spirou" nr 2032)
- Przeobrażenie (na podstawie R.L. Stevensona, rys. Marek Szyszko, krótka forma komiksowa w antologii komiksowej "Ogień nad Tajgą", Krajowa Agencja Wydawnicza, 1982)
- Olbrzym z Cardiff (rys. Marek Szyszko, krótka forma komiksowa w antologii komiksowej "Wywiadowca XX wieku", Krajowa Agencja Wydawnicza, 1982 - wyd. I, 1983 - wyd. II)
- Kryptonim "Tytania" (rys. Jerzy Wróblewski, krótka forma komiksowa w antologii komiksowej "Diamentowa rzeka", Krajowa Agencja Wydawnicza, 1983)
- Szklana kula (rys. Jerzy Wróblewski, krótka forma komiksowa w antologii komiksowej "Diamentowa rzeka", Krajowa Agencja Wydawnicza, 1983)
- Sindbad Żeglarz i Ptak Rok (rys. Grzegorz Gajewski, Krajowa Agencja Wydawnicza, 1990)

## Inne dzieła
- Awicenna (1985)
- Ciepło i zimno (1964)
- Czas (1965)
- Czas (1977)
- Elektryczność przywraca zdrowie (1963)
- Elektryczność włada światem (1968)
- Halo, tu Ziemia (1965)
- Inżynier i jego sztuka, tom 298 serii wydawniczej Omega (1976)
- Jutro na Marsa (1965)
- Kartki z historii telekomunikacji (1958)
- Niewidzialne szlaki (1963)
- Poczet wielkich elektryków (1968)
- Rozmawiaj choć z końcem świata (1987)
- Sekrety sukcesu (1982)
- Technika wspiera umysł (1967)
- W kręgu telekomunikacji (1980)
- W poszukiwaniu innych światów (1969)